# Овсянников, Андрей
Андрей Николаевич Овсянников — советский пловец в ластах.

## Карьера
Тренировался в Горьком у Валерия Бабанина.
Андрей Овсянников — мастер спорта СССР международного класса, двенадцать раз выигрывает первенство СССР, устанавливает 11 рекордов мира и становится 9-кратным чемпионом Европы.
- Федерация плавания Нижегородской области Архивная копия от 9 августа 2016 на Wayback Machine